# Michael Reimann
Michael Reimann (* 4. März 1951 in Berlin) ist ein deutscher Komponist und Autor.

## Leben
Nach ersten Beschäftigungen als Chor- und Orchesterleiter begannen seine Experimente und Studien exotischer Instrumente wie die Shakuhachi aus Japan, das Didgeridoo aus Australien und die Kalimba aus Afrika. Die außergewöhnlichen Instrumente stellte er in den laufenden Jahre in seiner Solo-Konzerttätigkeit unter dem Titel Klänge der Welt vor.
Reimann begleitet außerdem Joachim-Ernst Berendt bei seinen Lesungen sowie Konzerten und arbeitete mit Christian Bollmann im Bereich Obertonmusik zusammen.
Als Autor veröffentlichte er verschiedene Lehrbücher zum Thema Musik und es entstanden Musik-CDs mit außergewöhnlichen Instrumenten wie Klangschalen, der Kalimba oder Klangpyramiden. 1997 gründete er sein eigenes Label Acron Music.
Er gibt Seminare zum Thema Musik und Meditation.

## Werke
- Trommelschule – Der schnellste Weg zum eigenen Rhythmus. Schirner-Verlag, Darmstadt 2010, ISBN 3-89767-919-1 (zunächst Darmstadt 1993)
- Unendlicher Klang – Obertöne in Stimme und Instrument. Kolibri-Verlag, Hamburg 1993, ISBN 3-928288-04-0
- Die Musik in Dir: Jeder ist musikalisch. Schirner-Verlag, Darmstadt 2003, ISBN 3-89767-142-5
- Das Klangschalen-Buch – Spielpraxis und andere Anwendungsmöglichkeiten. Schirner-Verlag, Darmstadt 2003, ISBN 3-89767-157-3
- Unendlicher Klang: Das Mysterium der Obertöne [Kindle Edition]
- Tonga Drumming – Zen in der Kunst des Trommelns [Kindle Edition]
- A M E N – Kraftvolle Worte christlicher Kultur für gleichstimmigen und gemischten Chor [Kindle Edition]